# Скакун сумрачный
Скакун мрачный (лат. Cephalota nox = Cylindera nox) — вид жуков из подсемейства скакунов семейства жужелиц.

## Описание
Жуки длиной 11—14 мм. Окраска верхней стороны тела однотонная чёрная. Нижняя сторона тела сине-фиолетовый с выраженным металлическим блеском.

## Биология
Вид приурочен к сухим, часто засоленным степям, встречается на песчаных берегах рек. Жуки встречаются на участках с бедным травостоем. Имаго встречаются второй половине лета. Активны преимущественно в жаркие часы дня. Активный хищник, в погоне за добычей могут стремительно перелетать с места на место (дальность от нескольких десятков сантиметров до 4—6 метров). Личинки также хищники, живут в вертикальных норах, охотятся из засады.

## Ареал
Встречается в Казахстане и бассейнах рек Амударья и Сырдарья.

## Охрана
Виз включен в Красную книгу Казахстана.